# Brian Bulgaç
Brian Bulgaç (* 7. April 1988 in Amsterdam) ist ein ehemaliger niederländischer Radrennfahrer.
Bulgaç begann seine Karriere 2010 beim niederländischen Rabobank Continental Team. Seinen ersten Vertrag bei einem UCI ProTeam erhielt er 2011 bei Omega Pharma-Lotto-Davo. Dort fuhr er Siege in der Gesamtwertung bei der Triptyque Ardennaise und der Tour de Liège ein.

## Erfolge
2011
- Gesamtwertung Triptyque Ardennaise
- Gesamtwertung Tour de Liège

## Platzierungen bei den Grand Tours
| Grand Tour            | 2012 | 2013 | 2014 | 2015 | 2016 |
| --------------------- | ---- | ---- | ---- | ---- | ---- |
| Giro d’ItaliaGiro     | 102  | 135  | –    | –    | –    |
| Tour de FranceTour    | –    | –    | –    | –    | –    |
| Vuelta a EspañaVuelta | –    | –    | –    | –    | –    |